# Leigh Richardson
Pour les articles homonymes, voir Richardson.
Leigh Richardson, né le 26 avril 1924 à Puerto Castilla (Honduras) et mort le 27 octobre 2008 à New York des suites de la maladie de Parkinson, est un journaliste et un homme politique bélizien, chef de file du mouvement indépendantiste.

## Biographie
Né au Honduras de parents béliziens, il revient vivre au Belize avec sa famille à l'âge de 5 ans. Jeune adulte, il commence à militer pour l'indépendance du Belize, alors colonie britannique sous le nom de Honduras britannique, et se lie avec John Smith, Philip Goldson, George Cadle Price, Herbert Fuller et d'autres indépendantistes, avec lesquels il fonde le Parti uni du peuple (PUP) en 1950. Il appelle à l'indépendance dans le journal nationaliste Belize Billboard, ce qui lui vaut d'être emprisonné pendant plusieurs mois en 1951 avec Goldson.
Il devient le chef du PUP en 1953 et fait partie des huit premiers Béliziens à être élus à l'Assemblée législative du Belize en 1954.
En 1956, il s'oppose à Price sur les sujets de la monnaie bélizienne et sur les relations avec les pays voisins, et quitte le PUP avec Fuller et Goldson. Fuller fonde le Parti de l'indépendance hondurienne (Honduran Independance Party) et Richardson le Parti de l'indépendance nationale (National Independance Party), dont il devient le premier chef. Ces deux partis ont par la suite fusionné pour devenir le Parti démocratique uni.
Richardson quitte le Belize en 1958 et s'installe à Trinidad, où il étudie à l'université des Indes occidentales et devient professeur à la St. Anthony's College and Progressive High School. Il vit de nombreuses années à New York.

## Honneurs
Le mois précédant sa mort, le Premier ministre du Belize Dean Barrow lui décerne l'ordre de la Distinction, l'un des plus grands honneurs du pays.